# Batalha de Itálica
A Batalha de Itálica foi travada em 75 a.C. entre um exército rebelde sob o comando de Lúcio Hirtuleio, um legado do rebelde romano Quinto Sertório e um exército romano republicano sob o comando do general romano e procônsul da Hispânia Ulterior Quinto Cecílio Metelo Pio. A batalha foi travada perto de Itálica (uma colônia romana na Espanha) e terminou com uma vitória impressionante para o exército metelano.

## História
Em 88 a.C., Sula marchou com suas legiões sobre Roma, iniciando uma guerra civil. Quinto Sertório, um cliente de Caio Mário, juntou-se à facção de seu patrono e empunhou a espada contra a facção sulana (principalmente optimates). Após a morte de Lúcio Cornélio Cina e Caio Mário, Sertório perdeu a fé na liderança de sua facção. Em 82 a.C., durante a segunda guerra contra Sila, ele deixou a Itália e foi para a província proprietária na Hispânia. Infelizmente, sua facção perdeu a guerra na Itália logo após sua partida e em 81 a.C. Sila enviou Caio Ânio Lusco com várias legiões para tomar as províncias espanholas de Sertório. Após uma breve resistência, Sertório e seus homens são expulsos da Hispânia. Eles acabaram na Mauritânia, no noroeste da África, onde conquistaram a cidade de Tingis. Aqui os Lusitanos, uma feroz tribo ibérica que estava prestes a ser invadida por um governador sulano, se aproximaram dele. Eles pediram que ele se tornasse seu líder de guerra na luta contra os sulanos. Em 80 a.C., Sertório desembarcou na pequena vila de pescadores de Belo perto dos Colunas de Hércules (Gibraltar) e voltou para a Hispânia. Logo após seu desembarque, ele lutou e derrotou o general sulano Fufídio (o governador sulano mencionado) no rio Bétis. Depois disso, ele derrotou vários exércitos ~sulanos e expulsou seus oponentes da Espanha. Ameaçado pelo sucesso de Sertório, o Senado em Roma elevou a Hispânia Ulterior a uma província proconsular e enviou o procônsul Quinto Cecílio Metelo Pius com um grande exército para lutar contra ele. Sertório usou táticas de guerrilha com tanta eficácia que derrotou Metelo até a exaustão, enquanto o legado de Sertório, Lúcio Hirtuleio, derrotou o governador da Hispânia Citerior Marco Domício Calvino. Em 76 a.C., o governo de Roma decidiu enviar Pompeu e um exército ainda maior para ajudar Metelo. No mesmo ano, Sertório é acompanhado por Marcus Perpenna, que lhe trouxe os restos do exército de Marco Emílio Lépido, o cônsul rebelde de 78 a.C. Sertório assim reforçado decidiu tentar tomar a costa leste espanhola (porque as cidades ali apoiam seus inimigos). Seu primeiro alvo foi a cidade de Lauro onde, contra Pompeu, Sertório se mostrou o melhor general. As forças de Sertório massacraram uma grande parte do exército de Pompeu (veja: Batalha de Lauro).